# Musée d'art de Lappeenranta
Le musée d'art de Lappeenranta (en finnois : Lappeenrannan taidemuseo) de 1972 à 2015 Musée d'art de Carélie du Sud (en finnois : Etelä-Karjalan taidemuseo) est un musée d'art situé à Lappeenranta en Finlande.

## Histoire
Le musée d'art régional est créé en 1965 dans les provinces de Carélie du Sud et de Kymenlaakso (qui formaient ensemble la province de Kymi).
Il fonctionne dans les anciens bâtiments du dépôt de canons de la forteresse de Lappeenranta, construits en 1789, en face de l'église orthodoxe.
Jusqu'en 1972, le Musée d'art a été renommé Musée d'art de Lappeenranta, après quoi son nom est devenu Musée d'art de Carélie du Sud.
En 2015, il reprend le nom de Musée d'art de Lappeenranta pour éviter toute confusion avec le musée de Carélie du Sud (fi).

## Collections
Les thèmes des collections sont l'Art du sud-est de la Finlande (Kymi), la Carélie du Sud et la région de Carélie du Ladoga (Viipuri).
Les collections du musée comprennent, entre autres, une collection des amis de l'Art de Viipuri (fi), fondée en 1890.
Les collections du musée se sont constituées depuis 1965.
La première acquisition a été Kolme Sulotarta d'Unto Pusa provenant de l'exposition personnelle de l'artiste à Lappeenranta au début de 1966. Cette œuvre a également inspiré le logo actuel du Musée d'art.
La collection d'art finlandais plus ancien met en valeur l'héritage de la Carélie et de Viipuri, où avant la seconde Guerre mondiale, il y avait le troisième centre national de formation pour les arts visuels, une école de dessin gérée par l'association des artistes de Viipuri.
Les collections comprennent des œuvres de nombreux artistes de renom tels que Hjalmar Munsterhjelm, Pekka Halonen, Tyko Sallinen et Väinö Kamppuri.
Les œuvres connues comprennent: Saint-Malo de Tyko Sallinen de 1914, Kymijoki de Victor Westerholm de 1902 et Koski ja Maisema Laatokalta de Pekka Halonen du début du XXe siècle.
Les collections les plus anciennes datent du XVIIIième siècle, comme le Jugement dernier de Petter Lang (retable de l'église de Käkisalmi (fi)).